# Mustache Funk
Pour plus de détails, voir Fiche technique et Distribution.
Mustache Funk est un film documentaire ukrainien d'Oleksandr Kovsh et Vitaliy Bardetsky sur les ensembles vocaux et instrumentaux des années 1970, devenus des groupes folkloriques occidentaux en Union soviétique.,,
Le film explore le phénomène du « funk moustachu » de « l'âge d'or » de la musique pop ukrainienne. Il traite des groupes tels que Smerichka, Svityaz, Arnica, Kobza, Patterns of Ways, March, Bells, Waterfall et d'autres,.

## Fiche technique
- Date de sortie : Ukraine : 24 juin 2021